# Fiori rosa fiori di pesco
Fiori rosa fiori di pesco è un brano musicale di Lucio Battisti, rilasciato l'8 giugno 1970 e vincitore del Festivalbar 1970. Il brano è incluso nell'album Emozioni.

## Il brano
Lucio Battisti portò questo brano al Festivalbar 1970, che riuscì ad aggiudicarsi la vittoria della competizione.
La canzone parla di un uomo, che ha lasciato la donna che ama da un anno («fiori nuovi, stasera esco / ho un anno di più»), ma che ha ancora bisogno di lei. Perciò, si reca a casa della sua ex. In questa parte, Mogol, autore del testo, utilizza una metafora di due occhi azzurri («credevo che l'azzurro dei tuoi occhi per me / forse sempre cielo non è»), che per il protagonista erano come il cielo, ma non lo sono stati. L'uomo inizia a disperarsi («come sono fredde tu tremi / no non sto sbagliando mi ami / dimmi che è vero»), e alla fine arriva una parte spiazzante, dove l'uomo protagonista scopre che il suo ruolo è già stato preso da un altro uomo («Scusa, credevo proprio che fossi sola / [...] signore chiedo scusa anche a lei»).

## Cover
Fiori rosa fiori di pesco è stata coverizzata da artisti come Mina, Marcella Bella, i Formula 3 e Cristiano De André. La canzone è stata coverizzata anche da Rose Villain e Chiello al Festival di Sanremo 2025.

## Classifiche
| Classifica | Posizione massima |
| ---------- | ----------------- |
| Italia     | 2                 |

## Formazione
- Lucio Battisti – voce, chitarra acustica
- Flavio Premoli – tastiera
- Dario Baldan Bembo – organo
- Franco Mussida – chitarra acustica
- Andrea Sacchi – chitarra elettrica
- Giorgio Piazza – basso
- Franz Di Cioccio – batteria
- 4+4 di Nora Orlandi – cori[5]